# Гороховатський Ярослав Борисович
Ярослав Борисович Гороховатський (*17 вересня 1925, Олександрія — †28 травня 1976) — український вчений-хімік, член-кореспондент АН УРСР.

## Біографія
Народився 17 вересня 1925 року у місті Олександрії. В 1950 році
закінчив хімічний факультет Київського університету імені Тараса Шевченка. З 1953 до 1976 року працював у Інституті фізичної хімії ім. Л. В. Писаржевського АН УРСР, де пройшов шлях від простого наукового співробітника до заступника директора. З 1972 року — член-кореспондента Академії наук УРСР.
Нагороджений орденом Вітчизняної війни ІІ ступеня, медалями.

Могила Ярослава Гороховатського

Помер 28 травня 1976 року. Похований в Києві на Байковому кладовищі.

## Наукова діяльність
Займався дослідженнями переважно в сфері гетерогенного каталізу. Гороховатський вивчав закономірності кінетики, мікрокінетики та механізму неповного окислення вуглецю в газоподібній і рідинній фазі.

### Праці
- Гороховатский, Ярослав Борисович — Гетерогенно-гомогенные реакции. — Киев: Техніка, 1972. — 203 с.
- Гороховатский, Ярослав Борисович, Рубаник, Михаил Яковлевич — Неполное каталитическое окисление олефинов. — Киев: Техніка, 1964. — 236 c.